# Guber
Die Guber ist ein rechter Nebenfluss der Łyna (deutsch Alle) im Nordosten Polens in der ehemaligen Region Ostpreußen. Urkundlich findet der Fluss erstmals 1326 als Gobrio Erwähnung. Der Name wird von prußisch gubans, gubas abgeleitet: „fortgehen, verschwinden, gegangen“. 
Sie entspringt im Jezioro Guber (Guber See) nördlich der Stadt Ryn (Rhein) in 126 Metern über dem Meeresspiegel. Von hier aus fließt sie in nordwestlicher Richtung, passiert die Stadt Kętrzyn (Rastenburg) und mündet bei Sępopol (Schippenbeil) in die Łyna. Der Fluss ist etwa 73 km lang.